# Barry Mazur
Barry Charles Mazur (Nova Iorque, 19 de dezembro de 1937) é um matemático estadunidense, Gerhard Gade University Professor da Universidade Harvard. Trabalha nas áreas de topologia, teoria dos números e geometria

## Trabalho
Seu trabalho inicial foi em topologia geométrica. De maneira elementar, ele provou a conjectura generalizada de Schoenflies (sua prova completa exigia um resultado adicional de Marston Morse), mais ou menos na mesma época de Morton Brown. Brown e Mazur receberam o Prêmio Veblen por essa conquista. Ele também descobriu o manifold de Mazur e a fraude de Mazur.
Suas observações na década de 1960 sobre analogias entre primos e nós foram retomadas por outros na década de 1990, dando origem ao campo da topologia aritmética.
Sob a influência da abordagem de Alexander Grothendieck à geometria algébrica, ele se mudou para áreas da geometria diofantina. O teorema de torção de Mazur, que fornece uma lista completa dos subgrupos de torção possíveis de curvas elípticas sobre os números racionais, é um resultado profundo e importante na aritmética de curvas elípticas. A primeira prova de Mazur desse teorema dependeu de uma análise completa dos pontos racionais de certas curvas modulares. Essa prova foi veiculada em seu artigo seminal "Curvas modulares e o ideal de Eisenstein". As ideias deste artigo e a noção de Mazur sobre as deformações de Galois estavam entre os principais ingredientes da prova de Wiles do Último Teorema de Fermat. Mazur e Wiles haviam trabalhado juntos anteriormente na conjectura principal da teoria de Iwasawa.
Em um artigo expositivo, Number Theory as Gadfly, Mazur descreve a teoria dos números como um campo que
"produz, sem esforço, inúmeros problemas que têm um ar doce e inocente sobre eles, flores tentadoras; e ainda ... a teoria dos números fervilha de insetos, esperando para morder os tentados amantes de flores que, uma vez mordidos, são inspirados a excessos de esforço!"
Ele expandiu seus pensamentos no livro de 2003 Imagining Numbers and Circles Disturbed, uma coleção de ensaios sobre matemática e narrativa que ele editou com o escritor Apostolos Doxiadis.

## Obras
- Barry Mazur (2004). Imagining numbers: particularly the square root of minus fifteen. [S.l.]: Farrar Straus Giroux. ISBN 0-374-17469-5. populäres Buch
- B. Mazur Arithmetic on Curves In: Bulletin American Mathematical Society. 1986, S.207 (besonders zu Faltings Theorem,  Online).
- B. Mazur (1991). Number theory as gadfly. American Mathematical Monthly. 98. [S.l.: s.n.] p. 593–610. doi:10.2307/2324924. zum Hintergrund von Wiles Beweis der Shimura-Taniyama Vermutung, Mazur erhielt dafür den Chauvenet Preis
- Barry Mazur, Michael Artin (1969). Etale Homotopy. [S.l.]: Springer. ISBN 3-540-04619-4
- Morris Hirsch, Barry Mazur (1974). Smoothings of Piecewise Linear Manifolds. [S.l.]: Princeton Univ. Pr. ISBN 0-691-08145-X
- Nicholas M. Katz, Barry Mazur (1985). Arithmetic Moduli of Elliptic Curves. [S.l.]: Princeton Univ. Pr. ISBN 0-691-08349-5
- B. Mazur (2004). Perturbations, deformations, and variations (and" near-misses") in geometry, physics, and number theory. Bull. Amer. Math. Soc. 41. [S.l.: s.n.] p. 307–336. Consultado em 9 de abril de 2011
- B. Mazur: Deformation of Galois representations. In: Cornell, Silverman, Stevens*Barry Mazur:  Modular forms and Fermats last theorem. Springer 1997.
- B. Mazur: Deforming Galois representations. In: Ihara, Ribet, Serre (Hrsg.): Galois groups over Q. MSRI Publications Bd. 16, Springer 1989.
- B. Mazur, Peter Swinnerton-Dyer (1974). Arithmetic of Weil curves. Inventiones Mathematicae. 25. [S.l.: s.n.] doi:10.1007/BF01389997. Consultado em 9 de abril de 2011
- B. Mazur, Dorian Goldfeld (1978). Rational isogenies of prime degree. Inventiones Mathematicae. 44. [S.l.: s.n.] doi:10.1007/BF01390348. Consultado em 9 de abril de 2011
- B. Mazur, Andrew Wiles (1984). Class fields of abelian extensions of Q. Inventiones Mathematicae. 76. [S.l.: s.n.] doi:10.1007/BF01388599. Consultado em 9 de abril de 2011
- B. Mazur, John T. Tate, Jeremy Teitelbaum (1986). On p-adic analogues of the conjectures of Birch and Swinnerton-Dyer. Inventiones Mathematicae. 84. [S.l.: s.n.] doi:10.1007/BF01388731. Consultado em 9 de abril de 2011
- B. Mazur (2008). Finding meaning in error terms. Bull. Amer. Math. Soc. 45. [S.l.: s.n.] p. 185–228. Consultado em 9 de abril de 2011
- com Eric Friedlander Filtrations on the homology of algebraic varieties, American Mathematical Society 1994